# بن ترافنكوري
بن ترافنكوري (الاسم العلمي:Coffea travancorensis) هو نوع من النباتات يتبع جنس البن من الفصيلة الفوية. سمي هذا النوع نسبةً إلى منطقة ترافنكور في الهند.